# Dactylurina staudingeri
Dactylurina staudingeri är en biart som först beskrevs av Giovanni Gribodo 1893.
Dactylurina staudingeri ingår i släktet Dactylurina och familjen långtungebin. Inga underarter finns listade i Catalogue of Life.

## Utseende
Ett litet, svart bi med slank kropp och en bakkropp som är sammanpressad från sidorna. Arbetarna blir mellan 5 och 7 mm långa.

## Ekologi
Släktet Dactylurina tillhör de gaddlösa bina, ett tribus (Meliponini) av sociala bin som saknar fungerande gadd. De har dock kraftiga käkar, och försvarar villigt sitt bo. Till skillnad från andra afrikanska gaddlösa bin, bygger detta släkte ett bo med en lodrät, exponerad vaxkaka hängande från trädgrenar, gärna i fruktträd. Boet, som konstrueras av vax och kåda, har flera ingångar som patrulleras av vakter: En huvudingång och ett flertal mindre.
Födomässigt är arten generalist, och besöker blommande växter från ett stort antal familjer, som bland andra agaveväxter, amarantväxter, araliaväxter, gräs, halvgräs, hibiskusar, himmelsblommeväxter, klerodendrum, korgblommiga växter, korsblommiga växter, kransblommiga växter, krinum, mullbärsväxter, myrtenväxter, passionsblommeväxter, sesamväxter, slideväxter, sumakväxter, törelväxter, vinrankeväxter, vinruteväxter och ärtväxter.

## Utbredning
Dactylurina staudingeri finns i Central- och Västafrika som Angola, Kamerun, Kongo-Kinshasa, Ekvatorialguinea, Gabon, Ghana, Elfenbenskusten, Liberia, Nigeria, Sierra Leone, Tanzania, Togo och Uganda.